# Drosophila quinquestriata
Drosophila quinquestriata är en tvåvingeart som beskrevs av Lin och Wheeler 1973. Drosophila quinquestriata ingår i släktet Drosophila och familjen daggflugor.
Artens utbredningsområde är Taiwan och Malaysia.